# 里奇基市镇
里奇基乡级市镇（烏克蘭語：Річківська сільська громада），是乌克兰东北部蘇梅州蘇梅區的乡级市镇，行政中心为里奇基。市镇面积为228.9平方公里，2021年人口数量为4,266人。该市镇成立于2018年6月19日。

## 居民点
该市镇包括16个村庄和一个乡村居民点（安巴雷）。